# Pony games

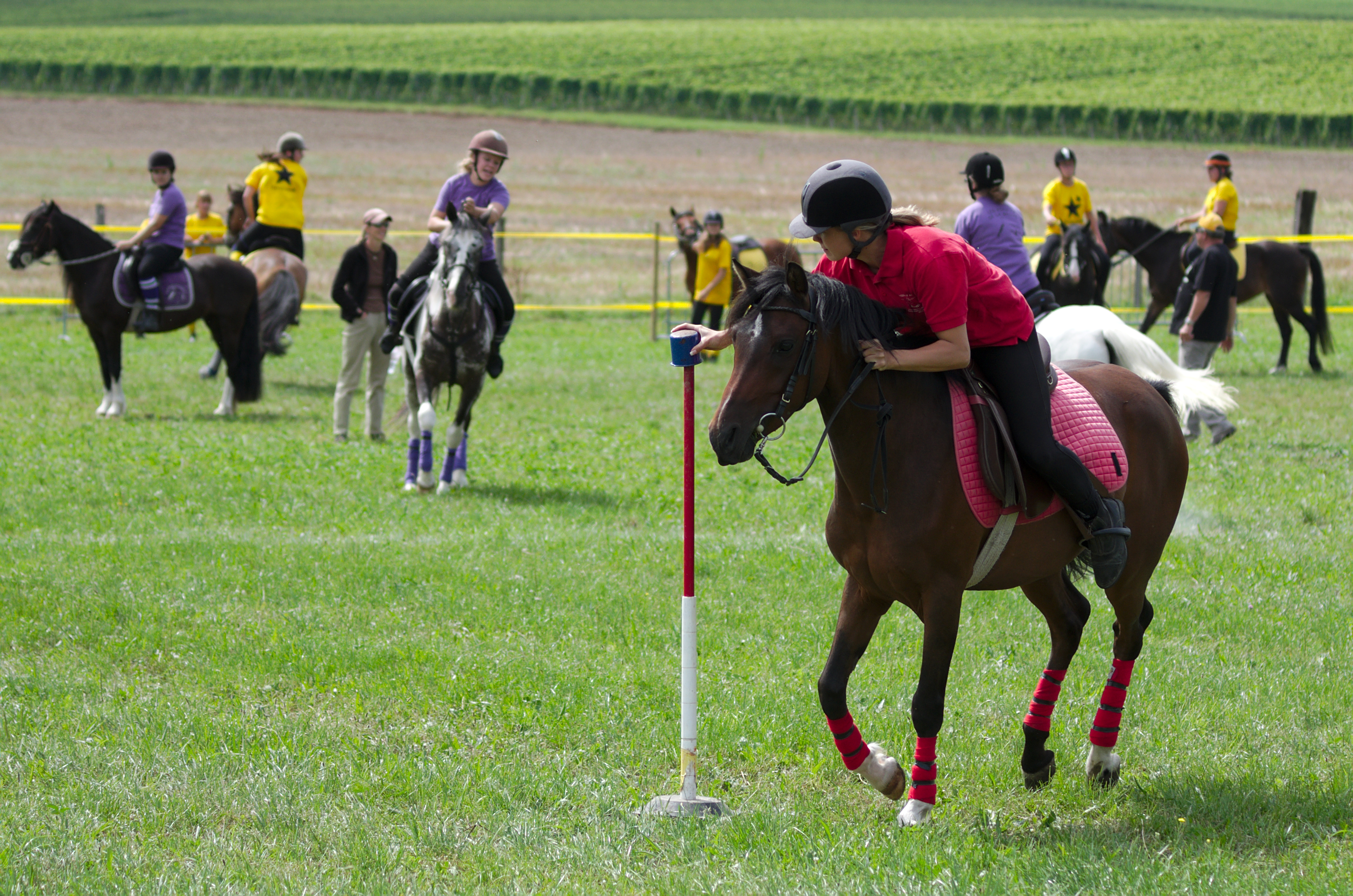
4e manche du championnat suisse de pony games 2013 : jeu des trois tasses.

Le Pony-Games (appelé également Mounted-Games) est un sport équestre qui se joue à poney, en équipe (4 ou 5 cavaliers), en paire (2 cavaliers) ou en individuel (1 seul cavalier).
Le Pony-Games requièrent une endurance physique toute particulière et une cohésion d'équipe. C'est un sport qui apprend à vivre en société et qui enseigne la confiance en soi ainsi que la confiance envers l'autre. Cette discipline permet aussi de faire découvrir aux jeunes cavaliers l'équitation de façon ludique.

## Historique
Depuis les années 1950, les poneys clubs anglais s'inspirent des exercices de gymkhana des militaires et inventent les principaux jeux. En 1957, le prince Philip est à l'origine de la première compétition officielle inter poneys clubs. En France, les Pony-Games arrivent officiellement en 1991 par l'intermédiaire de Jacques Cave (premier sélectionneur national). Les premières épreuves de Championnats de France sont intégrées aux Championnats de France Poneys, organisées en 1993 à Châteaubriant. À cette époque, il n'y avait que 4 équipes, contre environ 300 en 2011.

## Caractéristiques de ce sport
Le Pony-Games est un sport basé sur le Mounted-Games. Le "Pony-Games" étant une appellation employée par la Fédération Française d'Equitation. La différence se fait essentiellement sur le règlement. Le Mounted-Games utilise le règlement international, favorisant le jeu, tandis que le Pony-Games a un règlement adapté par la Fédération Française d'Equitation, privilégiant la sécurité au jeu. En France, le Mounted-Games est joué uniquement lors des compétitions internationales.
La discipline nous arrive du Royaume-Uni et débarque en France dans les années 1990. Elle connaît un engouement immédiat et participe au "phénomène poney" (popularisation de l'équitation). Cette discipline est également pratiquée dans de nombreux pays en Europe, notamment en Allemagne, Angleterre, Pays de Galle, Irlande du Nord, Suisse, Belgique, Luxembourg, Écosse, Irlande, Suède, Norvège, etc. mais également en Amérique avec les États-Unis et le Canada, en Océanie avec l'Australie et la Nouvelle-Zélande et même en Afrique avec l'Afrique du Sud.
Les PG sont une série de jeux équestres. Ils sont joués en équipe et en ligne, c'est-à-dire que chaque équipe concourt sur une portion de terrain (généralement 10 mètres de large et de la longueur du terrain) parallèle à "la ligne" de l'équipe d'à côté (similairement à la disposition des nageurs en natation par exemple). Ce n'est donc pas un sport où les différentes équipes ont des contacts entre elles, comme le football ou le rugby par exemple. Ces jeux se déroulent sous forme de relais entre quatre cavaliers (pour les épreuves en équipe), deux (pour les paires) ou d'un passage simple (pour les individuels).
La discipline est basée sur un règlement strict et précis (le règlement français étant différent de l'international), essentiellement pour privilégier la sécurité des cavaliers autant que celle des équidés lors des compétitions. En France, 32 jeux sont homologués alors que les anglo-saxons en ont environ 70.

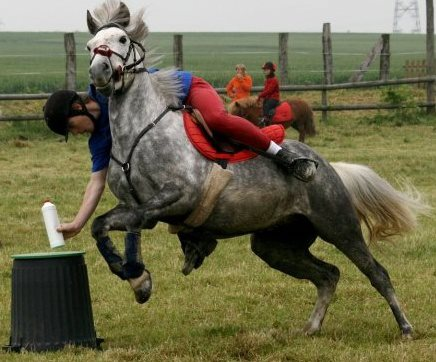
L'un des jeux consiste à poser et à prendre une bouteille sur un socle.

Ces jeux sont également bénéfiques sur le plan physique et mental. Les cavaliers ont envie d'apprendre et de se dépasser en harmonie avec leur poney, pour faire gagner leur équipe. Les Pony/Mounted-Games sont ouverts à tout le monde, quel que soit l'âge. Il existe plusieurs catégories permettant de regrouper les différents cavaliers selon leur niveau et leur âge. Il n'y a pas de limite d'âge maximum.
La notion la plus importante, est le "fair-play". C'est d'ailleurs sur cette base que ce sport a été créé. Dans Le Petit Larousse Illustré 2001, il est défini comme "pratique du sport dans le respect des règles, de l'esprit du jeu et de l'adversaire". En outre, le respect des personnes présentes en Pony-Games comme les autres cavaliers, les entraîneurs, les juges mais également du matériel. Aucun emportement verbal ou physique n'est accepté, envers qui que ce soit.
Les Pony-Games est un véritable "sport spectacle" (à haut niveau) d'une part parce que les cavaliers rivalisent entre eux d'adresse et de vitesse tout en donnant l'impression de ne faire qu'un avec leur poney, d'autre part parce que les spectateurs peuvent encourager librement avec voix ou autre, un peu comme au football, en créant une ambiance plus festive que celle d'un concours de saut d'obstacles ou de dressage.

## Les jeux
Le règlement de la Fédération française d'équitation recense 36 jeux :
En France, les jeux sont catégorisés par "indice" (également appelé "série"), qui sont les suivants :
- Indice 3 et 2 : Jeux de difficulté "simple"
  - Slalom : consiste à slalomer entre des piquets.
  - Balle et cône : relais avec pose et prise d'une balle sur des cônes suivi d'un relais.
  - Cinq drapeaux : relais avec pose et prise de drapeaux dans des cônes.
  - Corde : slalom en binômes, chacun tenant une extrémité de la corde.
  - Deux drapeaux : relais avec pose et prise de drapeaux dans des cônes.
  - Deux tasses : le cavalier doit déplacer des tasses sur des piquets.
  - Facteur relais en slalom aller-retour avec récupération de lettres (courrier) en bois qui doivent être mises dans un sac.
  - Carton : relais avec dépôts de "cartons" (cylindres fermé à un bout) pris sur les piquets dans un seau.
  - Cinq tasses : relais avec pose d'une tasse sur un piquet puis collecte d'une autre sur un socle au fond du terrain.
  - Teksab : relais avec prise et pose de balle.
  - Pneu : relais avec passage de chaque cavalier dans un pneu pendant qu'un autre tient sa monture.
  - Petit président : relais avec pose d'un tube sur un piquet, Chaque tube est marqué d'une lettre. À la fin, il doit être écrit "PONEY" sur le piquet.
- Indice 1 (en plus des jeux de l'indice 2) : Jeux de difficulté "Moyenne"
  - Run&Ride: le premier cavalier fait l'aller à pied, le retour à cheval. Le deuxième fait l'aller à cheval et le retour à pied. Le 3e fait comme le 1er, le 4e comme le 2e.
  - Basket : relais avec dépôts de balles dans un panier.
  - Marches : relais en marchant à pied sur des marches. Le cavalier doit descendre, franchir 6 marches à pied sans mettre le pied au sol puis remonter sur son cheval.
  - Ballons : relais d'une pique avec laquelle on éclate des ballons de baudruche.
  - Chaussettes : relais avec dépôts de chaussettes dans un seau, et ramassage de chaussettes au sol.
  - Trois tasses : dépôts de tasses sur des piquets.
  - Windsor : le premier cavalier dépose une tour sur un cône. Le second cavalier y dépose une balle. Le troisième cavalier récupère la balle et la dépose dans un seau rempli d'eau. Le quatrième cavalier récupère la balle dans le seau et la replace sur la tour.
  - Bouteilles : relais, dépôt et prise de bouteilles.
  - 4 drapeaux : collectes et dépôts de drapeaux colorés dans un socle.
  - Deux bouteilles : relais avec pose et prise de bouteille sur les poubelles.
  - Drapeaux exchange : relais avec pose d'un drapeau dans un premier cône, prise d'un drapeau dans le deuxième, demi-tour derrière un piquet puis même réalisation dans le sens retour.
  - Tasses : relais avec pose de la tasse sur le premier piquet, prise sur le deuxième et pose sur le troisième et enfin prise sur le dernier piquet pour faire le relais au cavalier suivant.
- Indice Elite (en plus des jeux de l'indice 1) : Les jeux les plus complexes
  - Epée  : relais d'une épée avec collecte d'anneaux à l'aide de celle-ci.
  - Bank race : collecte puis dépôt de chiffres sur un panneau de bois pour former une somme.
  - Pyramides : relais avec poser et collecte de boîtes empilées.
  - Litter : relais d'une canne avec collecte et dépôt de cartons à l'aide de celle-ci.
  - Tool Box : le premier cavalier dépose une boîte à outils sur une poubelle, puis récupère un outil au fond du terrain et le dépose dans la boîte. Le deuxième cavalier récupère un outil au fond et le dépose dans la boîte. Le troisième cavalier agit de même. Le quatrième cavalier récupère un outil, le dépose dans la boîte, récupère la boite.
  - Balles et cônes international : relais avec dépôts et prises de balles sur des cônes.
  - N Patrick  : collecte et dépôt de tubes (marqués de lettres) sur des piquets. Le mot NPATRICK est formé sur le piquet à la fin de l'épreuve.
  - Bottle exchange : Dépôt d'une bouteille sur une première poubelle, collecte d'une bouteille sur la deuxième, demi-tour derrière un piquet puis même réalisation dans le sens du retour.
  - Litter scoop : relais d'une canne, prise d'un carton et pose dans la poubelle.
  - Three pot flag : relais de drapeau avec pose pour les 4 cavaliers d'un drapeau dans 2 cônes différents (2 par cône).
  - Hoopla : relais avec pose de hoopla sur un cône, et ramassage de hoopla au sol.
  - Boite à outil : le premier cavalier dépose une boîte à outils sur la deuxième poubelle, puis récupère un outil au fond du terrain et le dépose dans la boîte. Le deuxième cavalier récupère un outil au fond et le dépose dans la boîte. Le troisième cavalier agit de même. Le quatrième cavalier récupère un outil, le dépose dans la boîte, prend la boite et la dépose sur l'autre poubelle.

## Les compétitions
Les compétitions peuvent être individuelles, par paire ou, le plus souvent, par équipe. En France, la saison sportive commence généralement en septembre. Jusqu'en juin, les équipes concourent en moyenne une dizaine de fois afin de gagner leur qualification à l'Open de France (Championnat de France). L'Open de France dure une semaine, et se déroule au Parc Equestre Fédéral, à Lamotte-Beuvron (41). Depuis la saison 2010-2011, les Amateurs et les Séniors ne sont plus concernés par l'Open de France.
En 2011, ces deux catégories ont eu leur Championnat de France organisé lors du Grand Tournoi (organisé par la FFE). En 2012, ce sont les Paires Amateurs qui sont délocalisées. Le Championnat de France Amateur Paire sera joué au mois d'Août au Boulerie Jump, près du Mans.
Dans le cas des compétitions par équipes, il y a jusqu'à huit équipes peuvent jouer simultanément. Une équipe se compose au maximum de cinq couples cavaliers/poneys dont quatre participent à chaque jeu. Ceci permet de faire jouer les couples cavaliers/poneys en tenant compte de leurs points forts et ainsi d'établir de véritables stratégies d'équipes. Il est cependant autorisé de ne présenter que quatre cavaliers et quatre poneys, ou bien quatre poneys et cinq cavaliers ou encore cinq poneys et quatre cavaliers.

### En France
Les catégories (différentes selon les pays), par exemple :
- Moustique
- Poussin
- Benjamin (poneys A et B)
- Minime
- Cadet
- Junior
- Club-Préparatoire
- Club
- Senior

La catégorie Amateur est née en septembre 2010, et remplace les Open (sauf préparatoire), dans une volonté de la fédération française d'équitation d'écarter des cavaliers majeurs des disciplines dites "Club" (qui sont normalement réservés aux mineurs). La catégorie Amateur est assimilable au niveau semi-professionnel. Les cavaliers amateurs ont maintenant un championnat de France différent (autre lieu, autre organisateur). L'apparition de cette catégorie a ouvert un grand débat parmi les cavaliers "amateurs", car cette nouveauté apparait comme une action de la FFE qui ne serait motivé que par l'argent (car la licence Amateur coute trois fois plus cher (licence renouvelable annuellement)) et le manque de motivation pour s'investir dans une discipline en pleine croissance (2e discipline équestre française), en ne proposant rien de plus qu'avant aux Amateurs en termes de "compétition".
Un match complet se compose généralement de 6 jeux pour les indices 2 et 3, 8 jeux pour les indices 1 et 10 jeux pour les indices élites (à noter qu'en finale de championnat de France et en compétition internationale il est fréquent de jouer 12 jeux lors d'une session élite).
À la fin de chaque jeu, des points sont attribués aux concurrents en fonction inverse de leur ordre d'arrivée auquel est ajouté un point. Par exemple, dans une compétition avec cinq équipes, la première capitalisera six points et la dernière deux points.
En cas d'élimination, l'équipe éliminée reçoit quand même un point.
Les gagnants seront désignés par le cumul de tous les points obtenus dans les jeux.
Si plusieurs équipes sont à égalité, un jeu supplémentaire servira à les départager : le tie-break (en général, le jeu des 5 drapeaux).
En France, il existe plusieurs rencontres importantes durant l'année durant lesquelles s'affrontent des équipes jouant en élite comme le Challenge Cht'is-Ouest se déroulant sur 5 manches (Centre équestre de Corné près d'Angers), Étrier Vitréen (en bretagne), centre équestre de la bonde(en Normandie), CE Evetria (dans le nord), et PC Buisseret (Belgique), « La Nocturne Internationale » ayant lieu au Logis du Poney à Saint Sauvant (86), le Challenge Peter Dale (dont 2 manches sur 5 se jouent au Centre Équestre du Deven à Istres, dans le sud de la France, les autres se jouant en Suisse ou à Cavaglià en Italie) et enfin les "Indiv's", unique compétition individuel en France se déroulant au Centre de la Bonde. Les championnats de France d'Equitation se déroule à Lamotte Beuvron et où s'affrontent les meilleures équipes de France s'étant qualifiées pendant l'année.

#### Championnats de France
Depuis plus de vingt ans, le championnat de France de Pony-Games par équipe est organisé à Lamotte-Beuvron (Loir-et-Cher), sur le site Fédéral. Chaque catégorie est représenté par plusieurs équipes, en fonction de l'âge et du niveau des cavaliers engagés. La catégorie-reine du pony-games français, a souvent vu son nom modifier au fil des années. MG1, Open 1, puis Open Elite, Amateur Elite Excellence, Club Elite, et enfin, Club Elite Excellence, nom qui lui est toujours attribué actuellement. Celle-ci correspond à la catégorie « Open » (ouverte à tous les cavaliers au-delà de l'âge de 15 ans) en indice Elite. C'est dans cette division que l'on retrouve le vivier de cavaliers pouvant prétendre à intégrer les équipes de France Open, afin de participer aux Championnats du Monde et d'Europe par équipe.
Champions Nationaux depuis 1993, :
- De 1993 à 1996 : Les Cocc's (Jessica Foissey, Charlotte Georgeault, Hugues Marteau, Hélène Rozé, Nicolas Rozé)

- 1997 et 1998 : La Ferro (Carole Poulain, Charlotte Gerogeault, Hugues Marteau, Hélène Rozé, Nicolas Rozé)

- 1999 : Les Speeds (Nicolas Deforges, Gregoire Landers, Benjamin Morillon, Nicolas Choblet, Alexandre Royer)

- 2000 : Les Kiss Cool (Fabrice Vedis, Sylvain Graudier, Benjamin Morceau, Samuel Bocahut, Marc Pamart)

- 2001 : Les Guignols (Julie Marsille, Julien Marsille, Martin Nopère, François Nopère)

- 2002 : Les Kiss Cool (Fabrice Vedis, Sylvain Graudier, Benjamin Morceau, Samuel Bocahut, Jessica Foissey)

- 2003 : Les Walloos (Nicolas Deforges, Yoann Baudouin, Damien Floch, Nicolas Mauny, Valentin Vieilledent)

- 2004 : Les Sales Gosses (Arnaud Sammut, Valentine Bertocchio, Gabriel Hullmann, Camille Pinson, Laura Nguyen)

- 2005 : Les Speeds (Elodie Quenon, Mathilde Hevin, Vincent Leroy, Baptiste Delamaide, Felix Chevalier)

- 2006 : Les Speeds (Elodie Quenon, Antoine Sejalon, Vincent Leroy, Baptiste Delamaide, Julie Tessier)

- De 2007 à 2009 : Les Speeds (Julie Tessier, Mathilde Hevin, Vincent Leroy, Baptiste Delamaide, Felix Chevalier)

- 2010 : We Hope (Melanie Suchet, Julien Brun-Cosme, Florian Pepin, Ludovic Pepin, Joseph Suchet)

- 2011 : Les Speeds (Julie Tessier, Mathilde Hévin, Vincent Leroy, Baptiste Delamaide, Elodie Quenon)

- 2012 : Les Jump'in (Mehdi Khabouch, Maxime Lepage, Julien Brun-Cosme, Pierre Baud)

#### Podium internationaux Français[4],[5]
- Champion d'Europe Open 2023 en Angleterre (Romain Colmar, Camille Stacul, Julien Brun Cosme, Océane Déambrosis Larcher, Anthony  Rouquette entrainé par Jonathan Marion)
- Champions d'Europe U18 2023 en Angleterre (Louane Soreau, Romane Lanuque, Irene Karabetsos, Maxime Papin, Dany Poinceau entrainé par Jonathan Marion)
- Champions du monde open 2022 en France (Jules Duverger, Julien Brun Cosme, Océane Déambrosis Larcher, Anthony Rouquette, Paul Barreau entrainé par Nicolas Noesser)
- Champions du monde U18 2022 en France (Valentine Duverger, Louane Soreau, Romane Lanuque, Irene Karabetsos, Maxime Papin entrainé par Jonathan Marion)
- Champions du monde open 2021 en France (Jules Duverger, Colin Verdelhan, Océane Déambrosis Larcher, Lucas Marion, Paul Barreau entrainé par Nicolas Noesser)
- Champion dEurope U15 2021 au Danemark
- Champion d'Europe 2019 U12 en Irlande
- Vice Champions d'Europe 2016 en Allemagne (Bertrand Cavé, Julien Brun-Cosme, Thomas Le Guern, Marie Muller, Florian Gicquel, entrainés par Cyril Barreau).
- Champions du Monde 2016 en Irelande (Bertrand Cavé, Thomas Le Guern, Quentin Voeltzel,Régis Graveline, Colin Verdelhan, entrainés par Cyril Barreau).
- 3e au Championnat d'Europe 2015 en France (Bertrand Cavé, Julien Brun-Cosme, Thomas Le Guern, Victor Voeltzel, Baptiste Hebbrecht, entrainés par Cyril Barreau).
- Champions du Monde en Junior 2014 (première édition)  en France (Florian Gicquel, Mael Vernerey, Colin Verdelhan, Lucas Courtaillac, Lucas Marion, entrainés par Cyril Barreau).
- 3e au Championnat d'Europe (Belgique) et du Monde (France) 2014 (Bertrand Cavé, François Aubault, Mathilde Hévin, Marie Muller, Victor Voeltzel, entrainés par Cyril Barreau).
- Vice Champions d'Europe 2013 en Irelande (Pierre Baud, Medhi Kabouch, Julien Brun-Cosme, Vincent Leroy et Julien Cornesse, entrainés par Isabelle Pierrard).
- 1er au Championnat du Monde 2012 au Pays de Galles (Quentin Voeltzel, Louis-Stéphane Amellér, Julien Brun-Cosme, Luc Julien et Mathilde Hévin, entrainés par Isabelle Pierrard).
- 3e au Championnat du Monde 2011 au Danemark (Quentin Voeltzel, Vincent Leroy, Mehdi Khabouch, Ghislain Deslandes et Mathilde Hévin, entrainés par Isabelle Pierrard).
- 2e au Championnat d'Europe 2011 en Irlande du Nord (Quentin Voeltzel, Luc Julien, Mehdi Khabouch, Ghislain Deslandes et Mathilde Hévin, entrainés par Isabelle Pierrard)
- 2e au Championnat du Monde 2010 en Suisse (Quentin Voeltzel, Camille Pinson, Pierre Alexandre Maury, Ghislain Deslandes et Julien Henry entrainés par Isabelle Pierrard)
- 3e au Championnat du Monde 2009 en Australie (Mathilde Hévin, Louis-Stéphane Amellér, Julien Brun-Cosme, Pierre-Alexandre Maury et Gaëtan Séjalon entrainés par Isabelle Pierrard)
- 1er au Championnat d'Europe 2009 en France (Félix Chevalier, Mathilde Hévin, Ghislain Deslandes, Florian Pépin et Gaétan Séjalon, entrainés par Isabelle Pierrard)
- 2e au Championnat du Monde 2003 aux États-Unis(Quentin Voeltzel, Jessica Foissey, Cindy Koe, Yoann Baudouin et Nicolas Deforges entrainés par Isabelle Pierrard)
- 3e au Championnat du Monde 1996 équipe(Charlotte Georgeault, Jessica Foissey, Hugues Marteau, Hélène Rozé, Nicolas Rozé entrainés par Fabrice Rozé)
- 3e au Championnat du Monde en Belgique équipe (Thomas Voeltzel, Quentin Voeltzel, Jessica Foissey, Richard Marchand, Marion Zanetti entrainés par Jacques Cavé)

### En Suisse
Les catégories en Suisse, par exemple :
- Catégorie Shet : équipes composées de poneys de catégorie A et B exclusivement (max 1,30 m au garrot) montés par des cavaliers âgés au maximum de 12 ans dans l’année en cours.
- Catégorie Minime : équipes composées de poneys de toutes catégories montés par des cavaliers âgés au maximum de 14 ans dans l'année en cours
- Catégorie PG : équipes composées de poneys de catégorie B, C et D exclusivement (min 1,08 m au garrot) montés par des cavaliers âgés au maximum de 17 ans dans l’année en cours.
- Catégorie Open : équipes composées de poneys de catégorie B, C, D et chevaux jusqu'à 1,57 m au garrot exclusivement (min 1,08 m au garrot) montés par des cavaliers dont 1 au minimum est âgé de 18 ans dans l’année en cours.
- Catégorie Adultes: équipes composées de cavaliers adultes dont 3 au minimum doivent être âgés de 27 ans et plus, et les 2 autres cavaliers doivent avoir au minimum 20 ans.

Toutes les catégories sont déclinées en trois indices (le 2 pour les débutants, le 1 pour les confirmés et l'élite pour les élites).
Championnat Suisse :
L'association: Mounted Games Switzerland organise les championnats suisse de Pony Games à travers la suisse romande mais aussi depuis peu la suisse alémanique. Elle est composée de 9 Clubs membres qui s'affrontent sur 5 manches les gagnants cumulent des points à chaque manche et une moyenne est effectué. Les clubs participants jouent en équipe de 5. Il peut y avoir plusieurs équipes du même club dans la même catégorie, cela dépend de la grandeur du club et de leurs moyens, car cela implique un nombre de poney à transporter plus important.
Les manches sont organisés de Mars à Septembre et se déroulent au sein des clubs de l'association. Chaque club reçoit tour à tour une manche. Les conditions sont donc à chaque fois différentes ce qui demande une grande capacité d'adaptation. Les équipes sont chargées de trouver des sponsors afin de les aider dans le financement des déplacements ainsi que pour l'achat du matériel.
Gagnant 2017
- Catégorie Open Elite A : "Pony Mat Suisse" Sézenove(GE)
- Catégorie Open Elite B : "Les cocos de Laco" Laconnex(GE)
- Catégorie Shet 1 : "Les minimoys" Sézenove (GE)
- Catégorie PG 1 : "Tornados" Inwil(LU)
- Catégorie Minime : "Jaguars" Sézenove(GE)
- Catégorie Open 1 : "Les Why Not" Sézenove(GE)
- Catégorie Shet 2 : " Les chillis" Inwil(LU)
- Catégorie Adultes : "Les No panic" Sézenove(GE)
- Catégorie PG élite : "Les Timbrées" Sézenove(GE)